# Cartoon Network Studios
Cartoon Network Studios (sucesora de Hanna-Barbera Cartoons, Inc.) es un estudio de animación estadounidense con sede en Burbank, California. Es propiedad de Warner Bros. Entertainment, una subsidiaria de Warner Bros. Discovery. El estudio se centra principalmente en la producción y desarrollo de programas animados originales y cortometrajes para Cartoon Network, pero también ha producido programas para su bloque de programación nocturna Adult Swim y a partir de 2020, para el servicio de streaming HBO Max.

## Historia

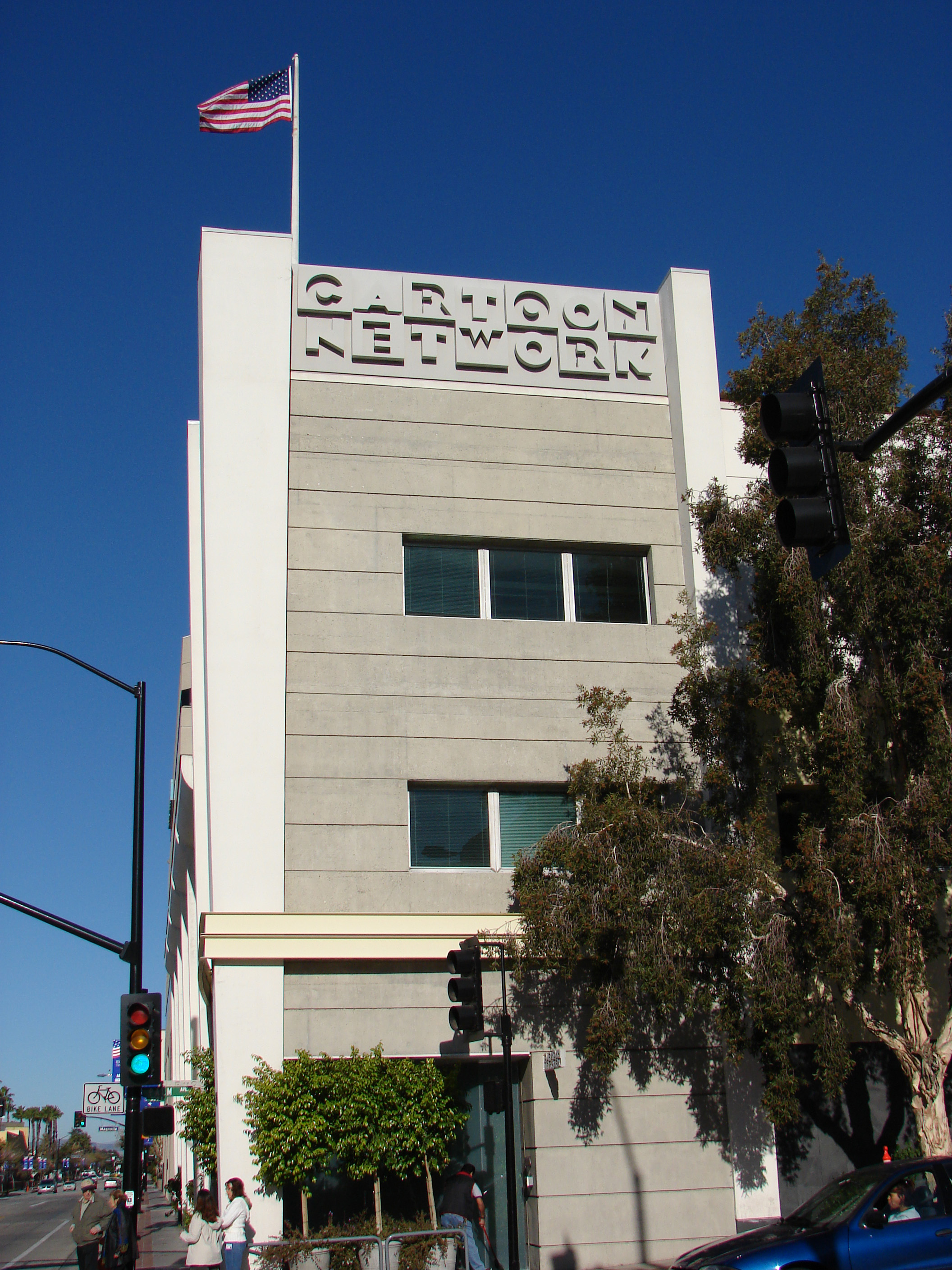
Fachada del edificio en 2007.

### Década de 1990
En el siglo XX, la animación como medio se hizo popular en la televisión. Hanna-Barbera se convirtió en el principal estudio de programas animados de pantalla chica, lanzando una serie dominante de programas de los sábados por la mañana, que incluía Scooby-Doo, Los Picapiedra, Los Supersónicos y más. En la década de 1980 se desarrolló la televisión por cable, siendo el empresario Ted Turner uno de sus pioneros. Turner fundó varios canales de cable y también adquirió vastas bibliotecas de películas, y en 1991 su empresa firmó un acuerdo conjunto para comprar Hanna-Barbera. Cartoon Network se desarrolló como un canal de cable para transmitir estas propiedades animadas, que consistían en gran medida en reposiciones de H-B.A medida que el canal creció en suscriptores, los ejecutivos de la empresa con sede en Atlanta buscaron programación original para complementar su catálogo. Otros canales de cable con mucha animación, incluidos Nickelodeon y Disney Channel, también fundaron sus propios estudios internos a lo largo de la década.
Cartoon Network Studios se originó en 1994 como una división de Hanna-Barbera que se enfocaba en producir programación original para Cartoon Network. Hanna-Barbera estaba ubicada en Cahuenga Boulevard en Los Ángeles desde 1963 y albergaba el estudio, sus archivos y su extensa colección de arte de animación. Sus primeras producciones incluyeron ¡Qué caricatura! (1995), una serie antológica de temas breves que sirven como piloto para nuevos programas de CN. El primero de ellos, el Laboratorio de Dexter, se lanzó en 1996 y fue un éxito inmediato. El mismo año, Turner Broadcasting System se fusionó con Time Warner y Hanna-Barbera cerró su campus de Cahuenga y se mudó a Sherman Oaks Galleria en la cercana Sherman Oaks, donde se encontraba Warner Bros. Animation. Sus primeras producciones incluyeron What a Cartoon! (1995), una serie antológica de temas breves que sirven como piloto para nuevos programas de CN. El primero de ellos, El laboratorio de Dexter, se lanzó en 1996 y fue un éxito inmediato. El mismo año, Turner Broadcasting System se fusionó con Time Warner y Hanna-Barbera cerró su campus de Cahuenga y se mudó a Sherman Oaks Galleria en la cercana Sherman Oaks, donde se encontraba Warner Bros. Animation.

### Década de los 2000
El 21 de julio de 1999, Cartoon Network inició oficialmente el estudio para separarse de la incorporación completa de Hanna-Barbera a Warner Bros. Animation. La cadena adquirió una instalación de tres pisos y más de 3994 metros cuadrados ubicada en 300 N 3rd St. en Burbank, California, para albergar sus nuevas oficinas, la cual anteriormente era una panadería comercial y, antes de eso, la ubicación de una central telefónica de Pacific Bell. Según Cartoon Brew, la cadena gastó alrededor de 1,2 millones de dólares para renovar el edificio. La cadena recibió el consejo de sus principales caricaturistas, Genndy Tartakovsky y Craig McCracken, sobre el sitio de su nuevo estudio, así como propuestas de diseño para sus oficinas.
En marzo de 2000, la cadena comenzó a trasladar sus oficinas de producción y el 22 de mayo de 2000, el veterano animador y asesor de animación Joseph Barbera bautizó el estudio con una botella de champán. La inauguración oficial del edificio se produjo el 24 de agosto del 2000; Brian A. Miller y Jennifer Pelphrey, ex empleados de DiC y Nickelodeon, fueron contratados para administrar el estudio. Mike Lazzo, luego jefe de programación y desarrollo, diseñó una bandera pirata, con una calavera con el logo del canal entre sus dientes, que ondeó sobre el edificio durante varias semanas antes de que la policía local amenazara con tomar medidas por su falta de permiso. Sus artistas rápidamente subieron a su escalera con garabatos y otros grafitis que llenaron sus veinte años de historia; También albergaba un mural del artista Ian Anderson titulado Mazeway to Heaven. Las primeras producciones nuevas en las nuevas oficinas incluyeron Samurai Jack y Time Squad (ambas de 2001).

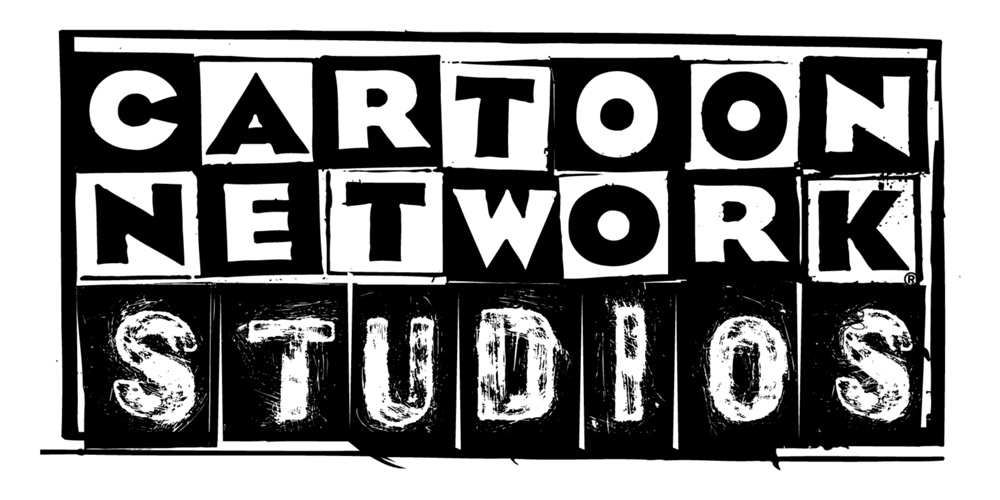
Logo usado desde el 8 de junio de 2001 hasta el 31 de marzo de 2012.

En 2002, el estudio produjo dos pilotos de televisión para el bloque de programación nocturna Adult Swim de Cartoon Network: Bienvenidos a Eltingville y The Groovenians. Ninguno de ellos fue elegido como serie completa.Además, el estudio estrenó este año su única película en cines hasta la fecha: The Powerpuff Girls Movie, basada en The Powerpuff Girls, la cual recibió críticas positivas por parte de la crítica, pero tuvo un mal desempeño en taquilla. En 2006, Cartoon Network Studios colaboró con el estudio hermano Williams Street por primera vez para Korgoth of Barbaria, un piloto de televisión realizado para Adult Swim, que tampoco recibió luz verde como serie.
En 2007, Cartoon Network Studios comenzó su primera incursión en la acción real con la serie híbrida Out of Jimmy's Head, y luego su primer proyecto completamente de acción real, Ben 10: Carrera contra el tiempo y su secuela, Ben 10: Alien Swarm, junto con los pilotos de televisión Locker 514, Siblings y Stan the Man. La primera serie de acción real del estudio, Tower Prep, llegaría en 2010. El ex productor de New Line Television, Mark Costa, fue contratado para supervisar los proyectos y la productora de acción real de Cartoon Network Studios, Alive and Kicking, Inc.. Incredible Crew fue la última serie de ese género que el estudio produjo para Cartoon Network. A pesar del fracaso de la acción real en el canal, la infraestructura del estudio se retuvo para producir tarifas de imagen real para el bloque de programación hermano Adult Swim, identificándose en el aire como Alive and Kicking, junto con otras dos compañías (Rent Now Productions y Factual Productions), en lugar de utilizar el banner de Cartoon Network Studios.

### Década de 2010

Logo usado desde el 6 de septiembre de 2010 al 27 de noviembre de 2015.

En 2010, Adventure Time se estrenó en Cartoon Network. Comenzó como un cortometraje presentado en Nicktoons' Random! Cartoons.que finalmente no recibió luz verde como serie por ese canal. Cartoon Network lo retomó más tarde y la producción del programa se trasladó a Cartoon Network Studios. El programa se emitió hasta 2018 con 10 temporadas y 283 episodios. En 2015 se anunció una película, pero en 2018 Adam Muto dijo que la película nunca fue anunciada oficialmente. En 2019, se anunció una continuación, titulada Adventure Time: Distant Lands para HBO Max con lanzamiento en 2020. También este año, The Cartoonstitute, una serie incubadora similar a What a Cartoon!, debutó en Cartoon Network Video. Los pilotos de Regular Show y Uncle Grandpa se presentaron aquí, entre otros cortos, y el piloto de Uncle Grandpa también sirvió como base para Secret Mountain Fort Awesome, que precedió a la serie real.

Logusado desde el 21 de mayo de 2013 hasta el 31 de diciembre de 2021.

En 2014, Cartoon Network Studios produjo su primera miniserie, Más allá del jardín. Al año siguiente también se estrenó Long Live the Royals. En 2016, el estudio produjo dos reinicios basados en The Powerpuff Girls y Ben 10 respectivamente.Además, el estudio produjo su primera serie de televisión basada en una serie de cortos online, Mighty Magiswords.
En 2017, después de que planes tan antiguos del 2002 para una película no funcionaran, Samurai Jack fue revivido para una quinta y última temporada, que el estudio volvió a producir para Adult Swim,con gran éxito de crítica,concluyendo la serie después de su cancelación de Cartoon Network en 2004. También este año, se anunció que Cartoon Network Studios, en colaboración con Studio T, produciría la serie animada para adultos Close Enough para TBS, creada por el creador de Regular Show, J. G. Quintel.
En 2019, tras dirigir algunos episodios de Harvey Birdman, Attorney at Law, la segunda temporada de Black Dynamite, la ya mencionada quinta temporada de Samurai Jack y producir los ya mencionados pilotos de televisión Bienvenidos a Eltingville, The Groovenians y Korgoth of Barbaria, Cartoon Network Studios produjo su primer programa completo para Adult Swim: Primal, una serie animada para adultos de Genndy Tartakovsky. Los primeros cinco episodios también se empaquetaron para un estreno limitado en cines como un largometraje titulado Primal: Tales of Savagery.
Cartoon Network Studios también comenzó a producir contenido para el próximo servicio de streaming de la empresa matriz WarnerMedia: HBO Max, incluido Adventure Time: Distant Lands.Después del fracaso de su bloque de animación planeado, Close Enough también pasó de TBS a HBO Max.
En la década de 2010, el estudio comenzó a quedarse pequeño en su edificio original y comenzó a alquilar espacio en otras instalaciones en el distrito Burbank Media Center.

### Década de 2020
En agosto de 2020, el presidente de Warner Bros. Animation, Sam Register, fue nombrado director del estudio. Amy Friedman fue nombrada jefa de programación de Cartoon Network después de que Rob Sorcher renunciara a sus funciones como jefe del estudio y director de contenido, y se cambió a Warner Bros. Television Group para un acuerdo de producción general.
En 2021, Jason DeMarco fue nombrado vicepresidente senior de series de anime y acción/formato largo para Warner Bros. Animation y Cartoon Network Studios y Cartoon Network Studios Europe pasó a llamarse Hanna-Barbera Studios Europe como tributo al estudio Hanna-Barbera original.
El 11 de mayo de 2022, después de que Tom Ascheim dejara su cargo de presidente y se marchara, la división Warner Bros. Global Kids, Young Adult and Classics se disolvió como parte de una reestructuración por parte del nuevo propietario Warner Bros. Discovery, con sus estudios, incluido Cartoon. Network Studios: trasladado directamente a Warner Bros. Television.
El 11 de octubre de 2022, Cartoon Network Studios y Warner Bros. Animation consolidaron sus equipos de desarrollo y producción como parte de una reestructuración de Warner Bros. Television, con Audrey Diehl supervisando lo infantil y familiar, Peter Girardi supervisando la animación para adultos y Sammy Perlmutter supervisando las producciones animadas de formato largo. La fusión no afectaría su producción como sellos, ya que Cartoon Network Studios continuaría enfocándose en contenido original y Warner Bros. Animation utilizaría franquicias clásicas.
El 9 de julio de 2023, Miller anunció a través de Twitter que el edificio Cartoon Network Studios Burbank cerró sus puertas el 1 de agosto de 2023 y todas las operaciones se transfirieron a Warner Bros. Animation. Aunque no está confirmado, Amid Amidi de Cartoon Brew informó que sus equipos de producción se mudarán al Second Century Development, un par de edificios con más de 74 322 metros cuadrados de espacio para oficinas.justo al lado del lote de Warner Bros.

## Logotipos
Al finalizar cada programa realizado por el estudio se mostraba el logotipo de la compañía, en donde, desde 1997, en la mayoría de las ocasiones había una interacción de algún personaje animado de la serie que se había presentado. Alrededor de los años el logotipo ha tenido 7 cambios, manteniendo en 6 de estos el logo original del canal Cartoon Network (menos en el presentado entre 2010 a 2014).

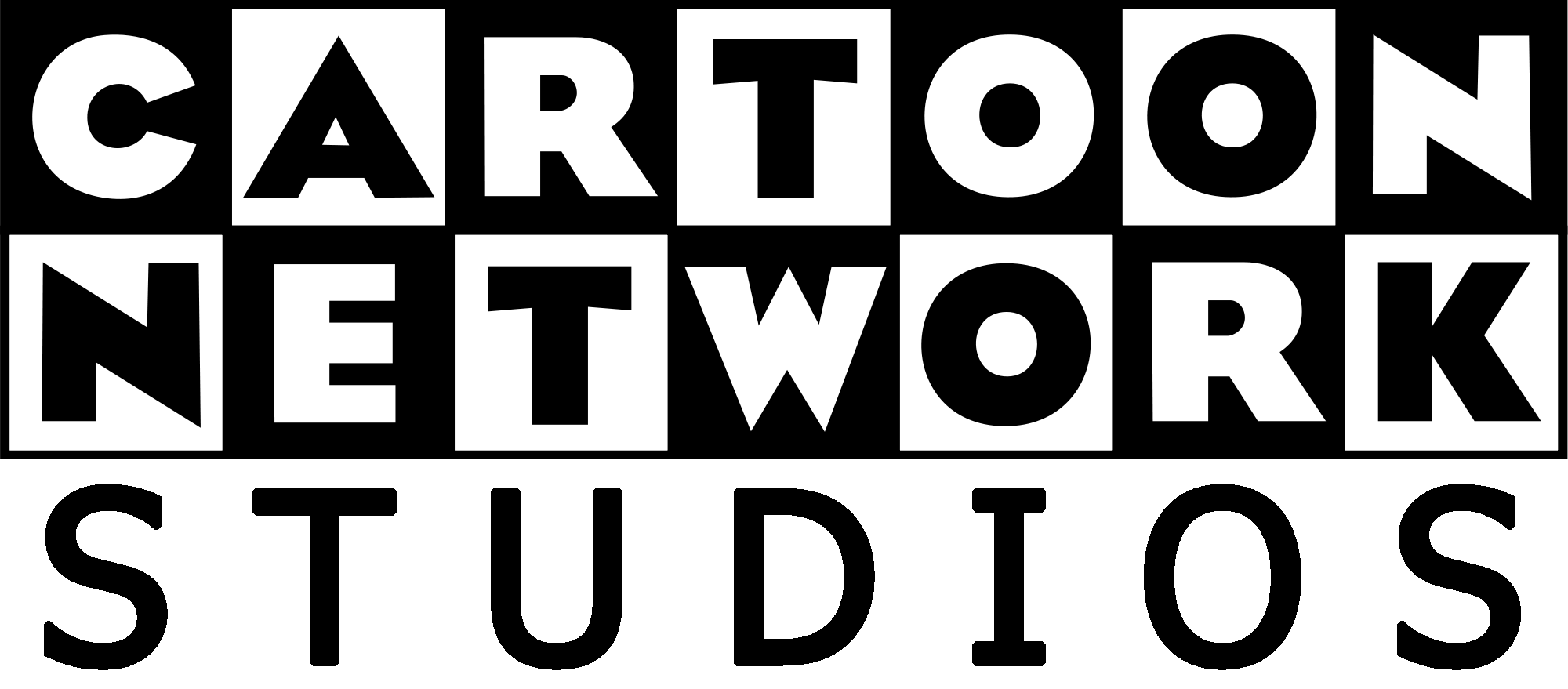
1994-1997
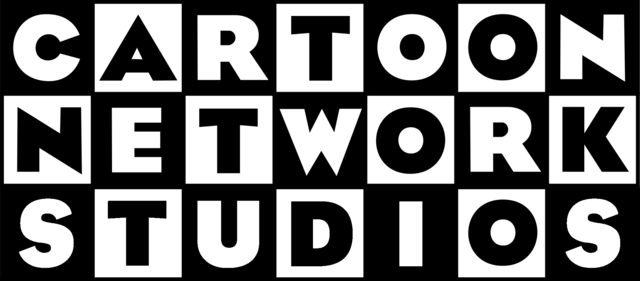
1997-2000
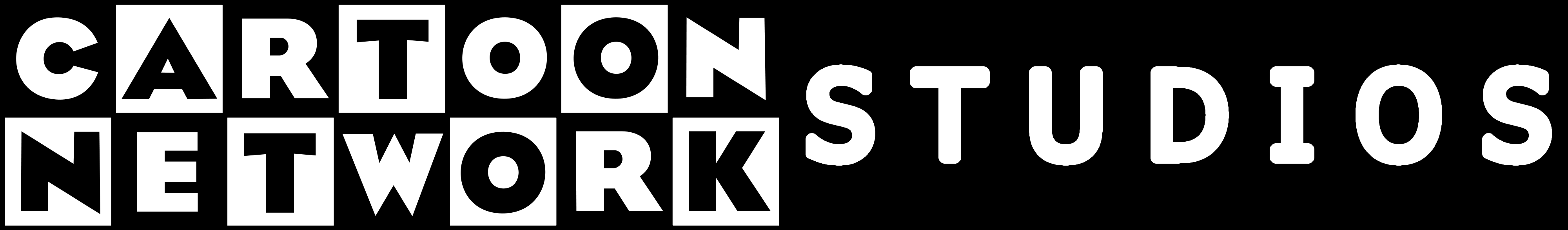
2000-2001
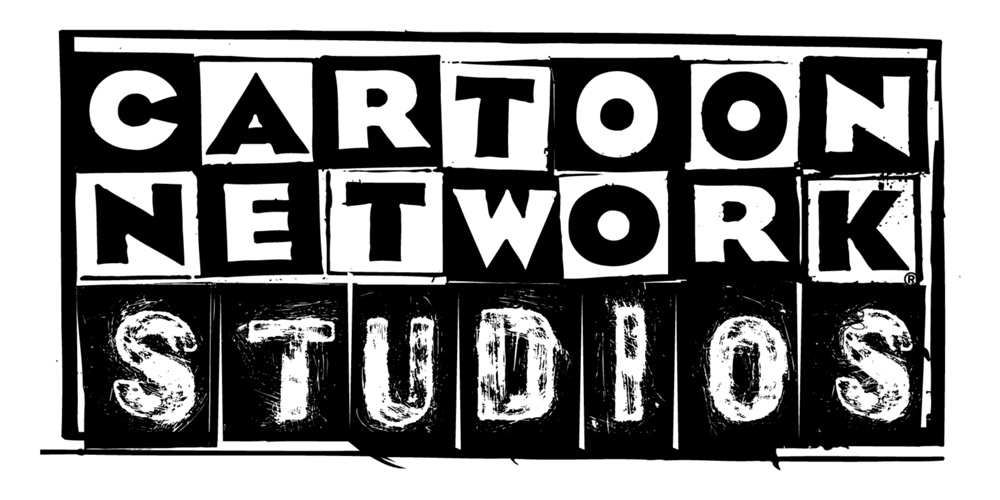
2001-2010
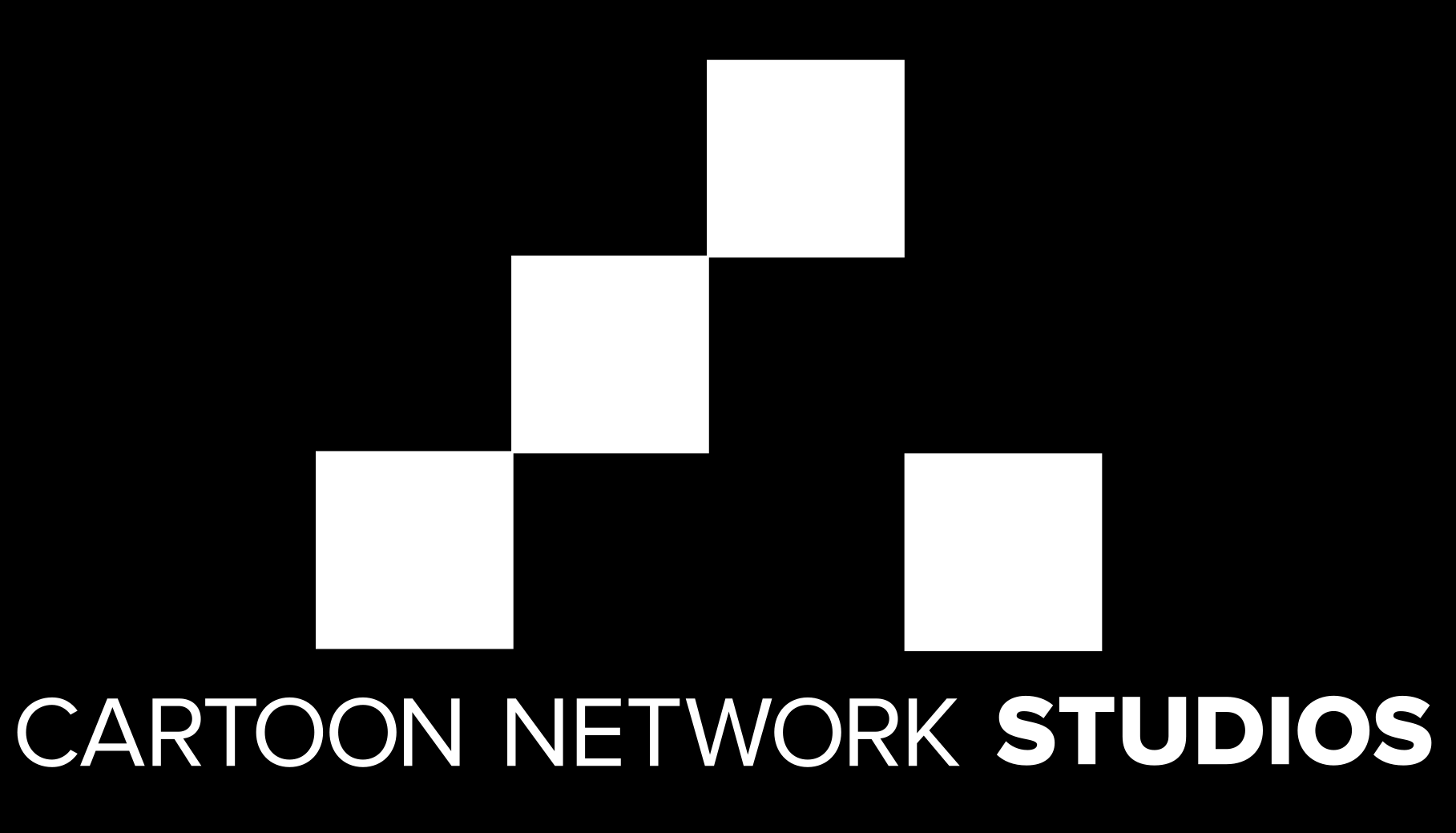
2010-2013
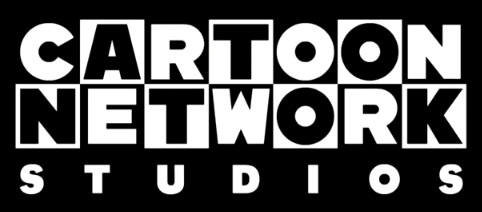
2013-2022
Desde 2022